# Bayt Dakira
 (mai 2024).
 (mai 2024).
La mise en forme du texte ne suit pas les recommandations de Wikipédia : il faut le « wikifier ».
Les points d'amélioration suivants sont les cas les plus fréquents. Le détail des points à revoir est peut-être précisé sur la page de discussion.
- Les titres sont pré-formatés par le logiciel. Ils ne sont ni en capitales, ni en gras.
- Le texte ne doit pas être écrit en capitales (les noms de famille non plus), ni en gras, ni en italique, ni en « petit »…
- Le gras n'est utilisé que pour surligner le titre de l'article dans l'introduction, une seule fois.
- L'italique est rarement utilisé : mots en langue étrangère, titres d'œuvres, noms de bateaux, etc.
- Les citations ne sont pas en italique mais en corps de texte normal. Elles sont entourées par des guillemets français : « et ».
- Les listes à puces sont à éviter, des paragraphes rédigés étant largement préférés. Les tableaux sont à réserver à la présentation de données structurées (résultats, etc.).
- Les appels de note de bas de page (petits chiffres en exposant, introduits par l'outil «  Source ») sont à placer entre la fin de phrase et le point final[comme ça].
- Les liens internes (vers d'autres articles de Wikipédia) sont à choisir avec parcimonie. Créez des liens vers des articles approfondissant le sujet. Les termes génériques sans rapport avec le sujet sont à éviter, ainsi que les répétitions de liens vers un même terme.
- Les liens externes sont à placer uniquement dans une section « Liens externes », à la fin de l'article. Ces liens sont à choisir avec parcimonie suivant les règles définies. Si un lien sert de source à l'article, son insertion dans le texte est à faire par les notes de bas de page.
- La présentation des références doit suivre les conventions bibliographiques. Il est recommandé d'utiliser les modèles {{Ouvrage}}, {{Chapitre}}, {{Article}}, {{Lien web}} et/ou {{Bibliographie}}. Le mode d'édition visuel peut mettre en forme automatiquement les références.
- Insérer une infobox (cadre d'informations à droite) n'est pas obligatoire pour parachever la mise en page.

Pour une aide détaillée, merci de consulter Aide:Wikification.
Si vous pensez que ces points ont été résolus, vous pouvez retirer ce bandeau et améliorer la mise en forme d'un autre article.
Bayt Dakira est un lieu emblématique d'Essaouira, au Maroc, qui incarne l'esprit de la coexistence, de la tolérance et du dialogue interreligieux. Son inauguration officielle a eu lieu en janvier 2020 par Sa Majesté le Roi Mohammed VI.     

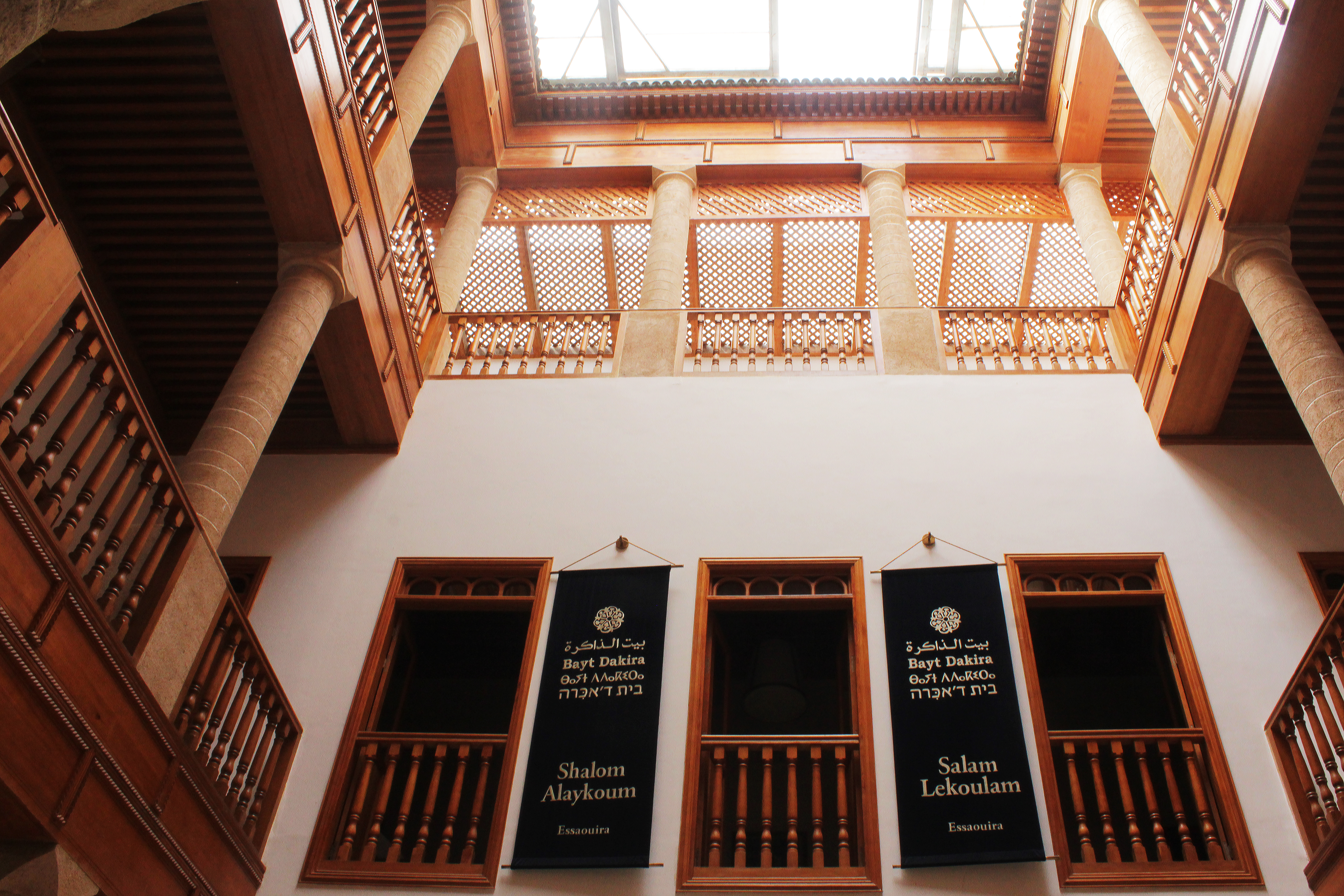
Le bâtiment se distingue par son son architecture et sa décoration en bois de thuya, typique de la régions.

Bayt Dakira, littéralement "La Maison de la Mémoire", est un espace culturel unique en son genre situé dans la médina d'Essaouira. Ce lieu historique a été restauré et transformé en un espace destiné à la préservation de la mémoire collective de la ville et à la promotion de la diversité culturelle et religieuse qui a façonné son histoire. C'est ainsi que les visiteurs du musée sont accueillis par l'expression "Shalom Aleykoum, Salam Lekoulam", mêlant l'arabe et l'hébreu afin d'illustrer la proximité complice entre juifs et musulmans.
Le cœur de Bayt Dakira comprend la synagogue Slat Attia et le Centre de recherches Célia Haïm Zafrani de l’histoire des relations entre le judaïsme et l’islam.  

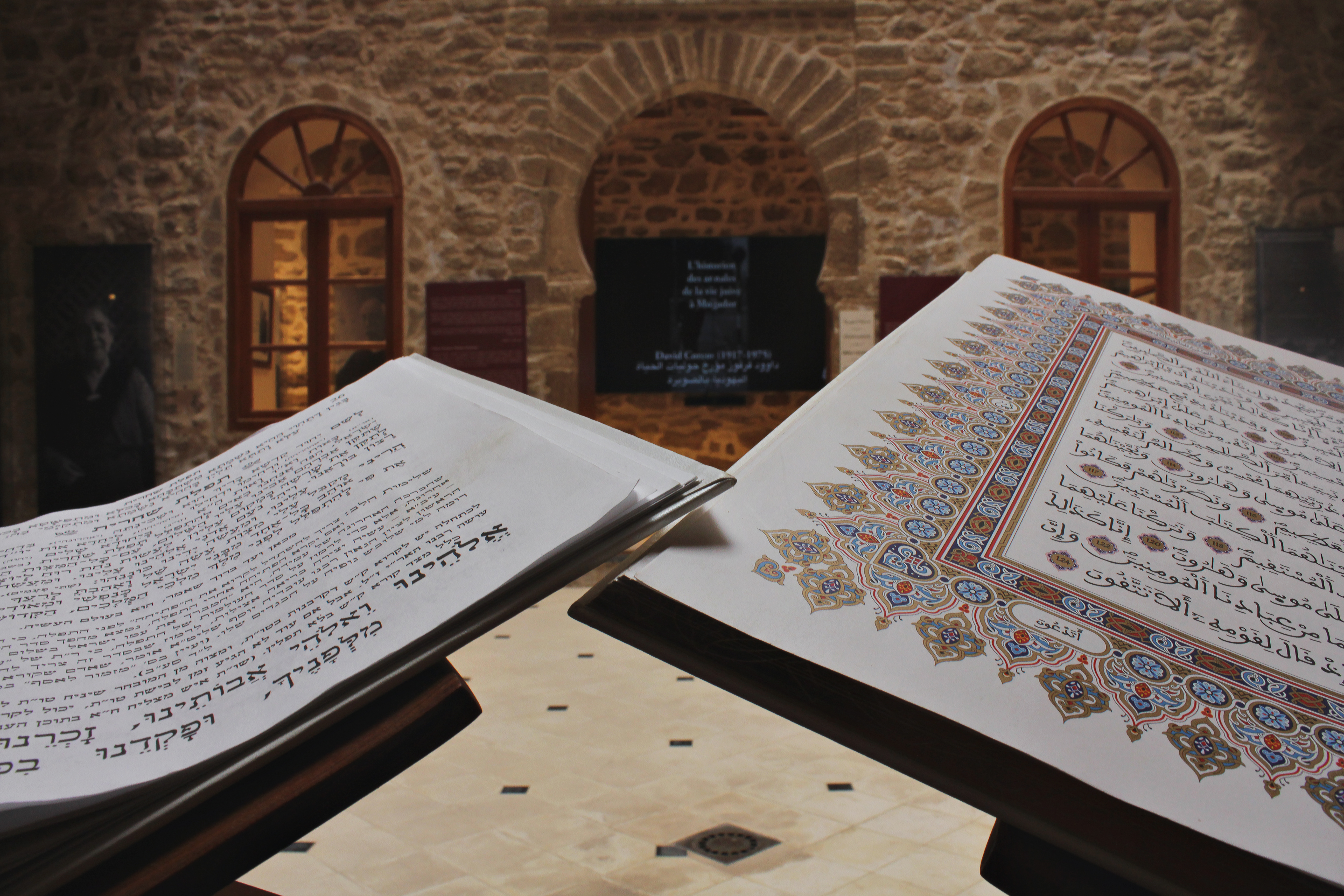
Le Coran et la Torah à l'entrée de Bayt Dakira

La synagogue Slat Attia qui témoigne de la riche histoire juive d'Essaouira est construite au XIXe siècle, en 1892. Elle était autrefois un lieu de culte et de rassemblement pour la communauté juive florissante qui vivait en harmonie avec les autres habitants de la ville. Aujourd'hui, la synagogue est restaurée avec soin pour préserver son patrimoine et accueillir des visiteurs de toutes confessions qui viennent découvrir son histoire et son importance dans le tissu social d'Essaouira.
Outre la synagogue, Bayt Dakira abrite un centre d'interprétation interactif qui offre un voyage fascinant à travers le temps. Les visiteurs y découvrent l'héritage multiculturel et interreligieux de la région à travers des expositions, des archives, des objets d'art et des témoignages poignants. Ce centre d'interprétation est une véritable immersion dans l'histoire d'Essaouira, montrant comment les différentes communautés religieuses ont vécu en harmonie pendant des siècles.
Bayt Dakira sert également de lieu de rencontre et d'échange pour des événements culturels, des conférences et des ateliers visant à promouvoir la tolérance et le dialogue interreligieux. Il se veut un espace où les gens de toutes origines et de toutes croyances peuvent se réunir pour apprendre, partager et célébrer leur diversité.
Enfin, Bayt Dakira s'engage activement dans des initiatives communautaires qui soutiennent le développement durable à Essaouira. Il est bien plus qu'un musée ou un lieu historique. C'est un symbole vivant de la tolérance, de la paix et de la coexistence qui résonne à travers l'histoire d'Essaouira et l’identité plurielle du royaume du Maroc. Ce projet inspirant met en lumière la mémoire juive marocaine, à travers ses témoins et gardiens proposant aux visiteurs un aperçu riche de la mémoire juive marocaine 
Une phrase gravée à l’entrée du lieu résume son esprit : « La mémoire n’est vivante que si elle éclaire le présent et inspire le futur. »
Bayt Dakira ne se limite pas à la conservation patrimoniale ; il fonctionne également comme un centre actif de diffusion culturelle. De nombreux événements y sont organisés tout au long de l’année, en lien avec la mémoire, l’éducation et la coexistence.
- Expositions temporaires : Le lieu accueille régulièrement des expositions thématiques, telles que "Figures juives d’Essaouira", consacrée aux personnalités juives locales influentes, ou "Objets de vie, objets de foi", qui met en valeur les objets rituels utilisés dans la tradition juive marocaine. Certaines expositions sont également conçues en partenariat avec des musées nationaux ou des centres culturels étrangers.
- Ateliers pédagogiques : Destinés aux élèves des écoles d’Essaouira et des environs, ces ateliers visent à sensibiliser les jeunes à la diversité culturelle et religieuse du Maroc. Ils peuvent porter sur des sujets comme la calligraphie hébraïque et arabe, la fabrication de symboles interreligieux, ou encore la transmission orale des récits de coexistence.
- Rencontres musicales : Bayt Dakira accueille des concerts intimistes de musique judéo-andalouse, gnawa ou arabo-juive, dans une volonté de faire dialoguer les traditions musicales. Ces soirées, souvent organisées à l’occasion du Festival Gnaoua ou du Moussem des Regraga, créent des ponts entre les générations et les cultures.
- Conférences et tables rondes : Lieu de réflexion et de débat, Bayt Dakira propose des conférences autour de thèmes comme « Les relations judéo-musulmanes au Maroc à travers les siècles », « L’héritage intellectuel de Simon Lévy », ou encore « Femmes et transmission dans les traditions religieuses ». Ces événements attirent historiens, intellectuels, étudiants et curieux.
- Événements interreligieux : À des moments symboliques comme Hanouka, Noël ou le Mawlid, des rencontres sont organisées entre leaders religieux, jeunes, enseignants et habitants, afin de promouvoir un vivre-ensemble concret et inclusif.